# Da Justiça
Da justiça (em grego clássico: Περὶ Δικαίου, em latim: De Justo)) é um diálogo socrático atribuído a Platão mas considerado espúrio. Na obra, Sócrates discute com um amigo o que é justo e o que não é.